# O Livreiro de Cabul
O Livreiro de Cabul (no original, Bokhandleren i Kabul) é um livro da jornalista norueguesa Åsne Seierstad, lançado em 2006.
A autora foi correspondente de guerra no Afeganistão durante algum tempo. Em 2002, após a queda do regime talibã, durante três meses viveu na casa de Sultan Kan, um livreiro em Cabul, e cujo nome verdadeiro é Shan Mahammad Rais. A partir dessa convivência surgiu a obra, que é uma narrativa — e uma reportagem — sobre a condição em que vivem as famílias, e principalmente, as mulheres afegãs.
O livro rapidamente tornou-se um grande sucesso mundial e foi traduzido para várias línguas.
A tradução para o português foi feita pela tradutora norueguesa Grete Skevik.

## Resenha
Sultan Khan é um livreiro em Cabul que tem o sonho de reconstruir a livraria destruída pelos talibãs. Ele é  chefe de uma tradicional família afegã: duas mulheres e cinco filhos. Entre os personagens de destaque estão três mulheres: Sharifa, a esposa mais velha, preterida e exilada para o Paquistão, e a mais nova, Sonya, obrigada a se casar aos 16 anos; e Leila, uma das irmãs de Sultan, tratada com desprezo e como se fosse uma escrava. sem contar na forma em que a historia é contada.